# Rhopalomyia ptarmicae
Rhopalomyia ptarmicae är en tvåvingeart som först beskrevs av Jean Nicolas Vallot 1850.  Rhopalomyia ptarmicae ingår i släktet Rhopalomyia och familjen gallmyggor. Inga underarter finns listade i Catalogue of Life.